# 日本国憲法第93条
日本国憲法 第93条（にほんこく（にっぽんこく）けんぽう だい93じょう）は、日本国憲法の第8章にある条文であり、地方公共団体の議会と長の直接選挙について規定している。

## 条文
日本国憲法、e-Gov法令検索。

第九十三条
地方公共団体には、法律の定めるところにより、その議事機関として議会を設置する。
② 地方公共団体の長、その議会の議員及び法律の定めるその他の吏員は、その地方公共団体の住民が、直接これを選挙する。

## 沿革

### 大日本帝国憲法
なし

### 憲法改正要綱
なし

### GHQ草案
「GHQ草案」、国立国会図書館「日本国憲法の誕生」。

#### 日本語
第八十六条府県知事、市長、町長、徴税権ヲ有スル其ノ他ノ一切ノ下級自治体及法人、府県及地方議会並ニ国会ノ定ムル其ノ他ノ府県及地方役員ハ夫レ夫レ其ノ社会内ニ於テ直接普遍選挙ニ依リ選挙セラルヘシ

#### 英語
Article LXXXVI.The governors of prefectures, the mayors of cities and towns and the chief executive officers of all other subordinate bodies politic and corporate having taxing power, the members of prefectural and local legislative assemblies, and such other prefectural and local officials as the Diet may determine, shall be elected by direct popular vote within their several communities.

### 憲法改正草案要綱
「憲法改正草案要綱」、国立国会図書館「日本国憲法の誕生」。

第八十九
地方公共団体ニハ法律ノ定ムル所ニ依リ其ノ議事機関トシテ議会ヲ設クベキコト
地方公共団体ノ長、其ノ議会ノ議員及法律ノ定ムル其ノ他ノ吏員ハ当該地方公共団体ノ住民ニ於テ直接之ヲ選挙スベキコト

### 憲法改正草案
「憲法改正草案」、国立国会図書館「日本国憲法の誕生」。

第八十九条
地方公共団体には、法律の定めるところにより、その議事機関として議会を設置する。
地方公共団体の長、その議会の議員及び法律の定めるその他の吏員は、その地方公共団体の住民が、直接これを選挙する。

## 解説
法律の定めるところ
地方自治法第89条（議会の設置）
長
首長とされている。
法律の定めるその他の吏員
かつて教育委員が公選制であったが、1956年（昭和31年）に公選制が廃止され、地方公共団体の首長が地方議会の同意を経ての任命制に変わった。一部の農業委員会委員が公選制であったが、2016年（平成28年）に公選制が廃止され、地方公共団体の首長が地方議会の同意を経ての任命制に変わった。現在では都道府県の漁業調整委員会の委員の一部が選挙で選ばれる。
地方公共団体
特別区が入らないという最高裁判例がある。
住民
日本国民に限られる。
条文を厳密に解釈すると、日本の地方自治体は首長と議員を住民の直接選挙で選ぶ二元代表制しかとることができず、議院内閣制や議会が任命した専門家に行政をまかせるシティー・マネージャー制をとることはできないとされている。しかし93条は議事機関と長の関係や両機関の組織形態については直接規定していないため、二元代表制以外の制度をとることも可能とする解釈もある。

## 判例
選挙人名簿不登録処分に対する異議の申出却下決定取消(最高裁判例 平成7年02月28日)
日本国民たる住民に限り地方公共団体の議会の議員及び長の選挙権を有するものとしたb:地方自治法第11条、18条、公職選挙法9条2項は、憲法15条1項、93条2項に違反しない。
選挙権は外国人には保障されていない。ただし、「地方公共団体と特段に密接な関係のある永住者等の者に法律で選挙権を付与することは憲法上禁止されるものではない」として、地方レベルの選挙権を認める余地があることを示した判例である。
収賄（最高裁判例 昭和38年 3月27日）
b:地方自治法281条の２